# Canto de amor
 Canto de amor  es una película de Argentina en blanco y negro dirigida por Julio Irigoyen según su propio guion que se filmó en 1940 pero no se estrenó comercialmente y que tuvo como protagonistas a Nelly Omar, Carlos Vivan, Herminia Velich, Tino Tori y Warly Ceriani.
Se cree que todas las copias de la película fueron destruidas; sin embargo, el archivo cinematográfico argentino del Museo del Cine Pablo Ducrós Hicken conserva fotografías tomadas en el set de rodaje.

## Reparto
- Nelly Omar
- Carlos Vivan
- Herminia Velich
- Tino Tori
- Warly Ceriani

## Producción
El filme fue producido por Buenos Aires Film, una empresa dirigida por Julio Irigoyen que se caracterizaba por producir filmes clase “C” de muy bajo presupuesto y poca calidad artística, que en general eran historias con los personajes característicos de la ciudad: guapos prostitutas, cantores de tango, jugadores en oscuros cafetines, hipódromos y salones aristocráticos. La mayoría eran películas de gauchos o típicamente porteñas, con tango o con canciones de tierra adentro. Es dificultoso acceder a información sobre esas películas, en primer lugar porque una parte no se estrenó en Buenos Aires sino en las provincias del interior de Argentina y también en otros países de América Latina, en segundo término porque Irigoyen no conservaba los negativos y en tercer lugar por el escaso interés que tenía por ellas la prensa especializada.